# 위 필론
위 필론(僞 -, 영어: Pseudo-Philo)은 《성서고대사》(Biblical Antiquities)의 알려지지 않은 익명 저자를 일컫는 데 일반적으로 사용되는 이름이다. 이 책은 라틴어로 《Liber Antiquitatum Biblicarum》라고도 하는데, 본래 라틴어 사본에는 없는 제목이다. 아마도 원래는 히브리어로 작성되었겠지만, 현재는 11세기에서 15세기 사이의 완전한 사본 18개와 단편적인 사본 3개에 있는 라틴어 번역본을 통해서만 보존되어 있다. 또한 성서고대사와 유사한 내용은 14세기 히브리어 작품인 예라흐미엘 연대기에서도 발견된다. 성서고대사의 라틴어 텍스트는 알렉산드리아의 필론의 진정한 저작들의 라틴어 번역본과 함께 유통되었다. 학자들은 현재 성서고대사로 알려진 텍스트의 가명적 특성을 오랫동안 주장해왔다. 이와 관련하여 가장 중요한 것은 유대 경전에 대한 접근 방식과 사용법이 크게 다르다는 점이다. 편의상 학자들은 미상의 저자를 "위 필론"이라고 부르면서 레오폴드 콘의 선례를 계속 따르고 있다.

## 추정 저술 시기
대부분의 학자들은 위 필론의 성서고대사가 기원후 1세기 중반과 2세기 중반 사이에 작성되었다고 주장한다. 일부 학자들은 성서고대사가 기원후 70년 예루살렘과 그 성전의 파괴 직전에 작성되었다고 제안하는 반면, 다른 학자들은 기원후 70년 이후, 아마도 바르 코크바의 난(132-136 CE) 직후까지도 작성되었을 수 있다고 제안한다. 극히 소수의 학자들만이 이 범위를 벗어나는 시기를 제안한다. 예를 들어, 아브람 스피로는 기원전 2세기에 작곡되었다고 제안하며, J. R. 포터는 위 필론의 시기를 기원후 25년으로 보고, 알렉산더 제론은 기원후 3세기 또는 4세기경에 작곡되었다고 가정한다. 기원후 70년 이전의 저술 시기를 지지하는 학자들이 인용한 증거 중에는 예루살렘의 성전이 여전히 서 있고 희생제사를 위해 사용되고 있다는 묘사가 있다(예: LAB 22:8). 또한 대니얼 J. 해링턴은 "기원후 70년 이전의 시기는 책에서 사용된 구약 성경 텍스트의 종류, 텍스트에 대한 자유로운 태도, 희생제사와 기타 예배 관련 사항에 대한 관심, 그리고 성전 파괴에 대한 침묵으로 제안된다."라고 보았다. 하워드 제이콥슨은 이 견해를 "간단히 말해, 기원후 70년 이전의 시기를 뒷받침하는 특별히 설득력 있는 주장은 없다"고 일축한다. 기원후 70년 이후의 저술 시기를 지지하는 증거로는 기원후 70년 이후에 작성된 유대교 텍스트인 바룩 2서와 에스드라스 2서와의 주제적 유사성 그리고 성전 파괴에 대한 언급(예: LAB 19:7) 등이 있다.

## 원어 및 번역 역사
학계의 일반적인 의견은 위 필론의 성서고대사가 라틴어로 작성된 것이 아니라, 히브리어로 작성되어 그리스어로 번역된 후 기원후 4세기경에 라틴어로 번역되었다는 것이다. 이에 대한 주요 증거는 히브리어 및 그리스어 원본의 존재로 가장 잘 설명되는 수많은 난해한 구절들이다.

## 내용 간략 설명
위 필론의 성서고대사는 유대 경전 본문과 전통을 선별적으로 재작성한 것이다. 유대 경전에서 파생된 기본적인 이야기 개요를 따르며, 천지창조(LAB 1)로 시작하여 사울 왕의 죽음(LAB 65)으로 끝난다. 레오폴드 콘이 언급했듯이, 이 작품은 경전 이야기의 특정 측면을 "빠르게 지나가거나" "생략"하는 동시에 다른 측면을 상세히 설명하며, 유대 경전에 없는 "아주 새로운 추가 사항"까지 제공한다. 이 작품의 많은 추가 사항은 다른 유대 전통과 유사한 점이 있다.
일부 학자들은 이 작품이 사울의 죽음으로 끝나는 것이 현재 사라진 추가 부분이 있었음을 의미한다고 추론하지만, 다른 학자들은 현존하는 텍스트가 완성된 것이라고 믿는다.

### 전설의 원천으로서의 작품
이 작품은 아마도 아브라함이 불에 던져진 일, 디나가 욥과 결혼한 일, 모세가 태어날 때부터 할례를 받은 일 등 후에 성경 본문에 추가된 많은 전설적인 이야기들의 가장 초기 언급일 것이다. 또한 바벨탑 건축자들에 대항하여 아브라함이 반란을 일으킨 일(그가 불에 던져진 이유)과 같이 일반적으로 알려진 것과 상당히 다른 여러 가지 꾸밈을 포함하고 있다.
이 작품에는 입다의 딸의 인신공양에 대한 애도가 포함되어 있으며, 딸이 그 애가를 부르는 자이다. 해설자들은 딸의 성격 묘사가 (위 필론의 다른 여성 인물 묘사들처럼) 성경의 해당 인물보다 훨씬 강하고 긍정적이라는 점에 주목했다. 그녀는 세일라(Seila)라는 이름을 가지고 있으며, 수동적이고 내키지 않는 참여자가 아니라 현명하고 기꺼이 참여하는 역할을 한다. 한 해설자는 '저자는 이 여성을 가부장들과, 특히 이삭과 같은 수준으로 놓기 위해 최선을 다했다'고 언급했다.

### 알렉산드리아의 필론과의 차이
제임스 H. 찰스워스와 대니얼 J. 해링턴에 따르면, 위 필론을 알렉산드리아의 필론에게 귀속시킬 수 없는 네 가지 주요 차이점이 있다: 알렉산드리아의 필론은 그리스어로 글을 썼지만, 위 필론은 히브리어로 쓴 것으로 보인다; "아담부터 홍수까지 1,652년 (3:6) 대 필론의 2,242년; 필론의 부정적인 묘사와 대조되는 발람의 호의적이거나 적어도 중립적인 묘사; 모세의 매장은 천사에 의한 것이 아니라 하나님에 의한 것 (19:16)이다."

## 같이 보기
- 유대 고대사
- 엘레판틴 파피루스
- 엘레판틴의 유대 성전
- 필론
- 철학

## 참고 문헌
- Pseudo-Philo, P.-M. Bogaert, C. Perrot, J. Cazeaux, and D. J. Harrington. Les Antiquités Bibliques. 2 vols. Sources Chrétiennes 229–230. Paris: Éditions du Cerf, 1976. (Critical text and French translation.) ISBN 2-204-01050-2
- M. R. James. The Biblical Antiquities of Philo. Prolegomenon by L. Feldman. Library of Biblical Studies. New York: Ktav Pub. House, 1971. (English translation.)
- "Pseudo-Philo (First Century A.D.)", translated by D. J. Harrington in The Old Testament Pseudepigrapha, edited by James H. Charlesworth, vol. 2, New York, 1985, 297–377. ISBN 0-385-19491-9